# Cephalaeschna acutifrons
Cephalaeschna acutifrons – gatunek ważki z rodziny żagnicowatych (Aeshnidae).